# Laotong
 (novembre 2018).
Si vous disposez d'ouvrages ou d'articles de référence ou si vous connaissez des sites web de qualité traitant du thème abordé ici, merci de compléter l'article en donnant les références utiles à sa vérifiabilité et en les liant à la section « Notes et références ».
Laotong (en français : vieux semblable, de longue date semblable ; écrit : 老同 en chinois) est un type de rapport dans la culture chinoise qui était pratiqué au Hunan et qui liait contractuellement deux filles leur vie durant comme sœurs.

## Fonctionnement
Au cours des siècles passés, au Hunan, deux pratiques culturelles forment les liens sociaux entre des femmes :  Laotong et Laotang.
Les femmes chinoises se réfèrent généralement les unes aux autres en tant que sœurs. Ceci est une reconnaissance de l'importance des relations de soutien des femmes, qui les aident à surmonter les difficultés de leur vie. La préparation du mariage pouvait impliquer une relation Laotang entre plusieurs jeunes femmes et cette relation de sororité était dissoute lors du mariage. Après le mariage, de nouvelles sororités pouvaient se former plus tard entre femmes mariées ou veuves.  
Pour les femmes chinoises, le Laotong était le lien entre femmes le plus fort et le plus précieux, dans un rapport rare et formel entre deux femmes, indissoluble et durant toute la vie. 
Souvent, une relation de Laotong se formait quand un mariage était décidé entre deux familles qui attendaient des naissances. La relation était décidée avant la naissance des enfants. Si les deux enfants étaient des filles contre les espoirs de leurs familles, les filles pourraient être réunies en tant que Laotong. 
Un intermédiaire serait une relation Laotong entre deux filles, semblable à un mariage arrangé. Les profils astrologiques chinois des filles étaient pris en compte lors du processus d’appariement. Il était inhabituel qu'une relation Laotong soit rompue.
La relation était formalisée par la signature d'un contrat, qui se faisait comme un contrat légal, utilisant un sceau. Les femmes Laotong développaient fréquemment un langage à utiliser pour communiquer entre elles et que seules elles pouvaient comprendre (un type de Nüshu), leur permettant d'échanger des messages. 
Ces éléments de la pratique de Laotong sont illustrés dans le roman de Lisa See intitulé Fleur de neige et l'éventail secret qui a été transformé en un film de 2011 réalisé par Wayne Wang.